# Perstorps kommun
Perstorp kommun er en kommune med 7.235 (2024) indbyggere i Skåne län (Skåne) i Sverige.

## Byer i kommunen
- Perstorp